# 14274 Landstreet
14274 Landstreet è un asteroide della fascia principale. Scoperto nel 2000, presenta un'orbita caratterizzata da un semiasse maggiore pari a 3,1788059 UA e da un'eccentricità di 0,1361914, inclinata di 16,64870° rispetto all'eclittica.